# بد برینز
بد برینز (به انگلیسی: Bad Brains) یک گروه راک آمریکایی است که در سال ۱۹۷۶ در واشینگتن دی سی تشکیل شد. آنها به‌طور گسترده به عنوان پیشگامان هاردکور پانک در نظر گرفته می‌شوند، اگرچه اعضای گروه به استفاده از این اصطلاح برای توصیف موسیقی خود اعتراض کرده‌اند. آنها همچنین یک گروه رگی ماهر هستند، در حالی که ضبط‌های بعدی عناصری از ژانرهای دیگر مانند فانک، هوی متال، هیپ هاپ و سول را به نمایش گذاشتند. مجلهٔ رولینگ استون آنها را «مادر همه گروه‌های هارد راک سیاه» نامید، و از آن‌ها به‌عنوان تأثیر اساسی بر بسیاری از زیر ژانرهای دیگر علاوه بر هاردکور پانک، از جمله زیرشاخه‌های مختلف هوی متال، مانند ترش/اسپید متال، آلترناتیو متال و فانک متال یاد شده است. بد برینز پیروان جنبش راستافاری هستند.
گروه بد برینز ۹ آلبوم استودیویی منتشر کرده است. آنها چندین بار در طول زندگی حرفه‌ای خود، بعضی وقت‌ها با خوانندگان یا نوازندگان درام مختلف از هم جدا و اصلاح شده‌اند. این گروه ابتدا در سال ۱۹۷۶ به عنوان یک گروه جاز فیوژن با نام مایند پاور (به انگلیسی: Mind Power) تشکیل شد. ترکیب کلاسیک آنها شامل خواننده اچ آر، نوازندهٔ گیتار دکتر نو، نوازندهٔ بیس داریل جنیفر، و درامر ارل هادسون است. این ترکیب تا سال ۱۹۸۷ دست نخورده بود و در سال‌های پس از آن به‌صورت دوره‌ای دوباره متحد شد.
بسیاری از گروه‌ها و هنرمندان برجسته از گروه بد برینز به عنوان تأثیر هنری بر موسیقی خود یاد می‌کنند، از جمله گروه‌های بیستی بویز، نیروانا، فو فایترز، گانز ان روزز، ساوندگاردن، رد هات چیلی پپرز، جینز ادیکشن، فیث نو مور، ریج اگنست د ماشین، دفتونز، کلاچ، گرین دی، آف‌اسپرینگ، د روتس، لمب آو گاد، سابلایم، نو داوت، انترکس، لیوینگ کالر، ۳۱۱ و فیش بون.

## تاریخچه

### شکل‌گیری و سال‌های اولیه (۱۹۸۵–۱۹۷۶)

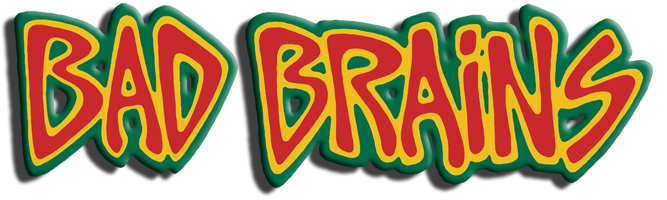
لوگوی گروه بد برینز

خاستگاه این گروه به سال ۱۹۷۶ برمی‌گردد، زمانی که اعضا برای اولین بار به عنوان یک گروه جاز فیوژن به نام مایند پاور، در قالب گروه‌هایی مانند ریتورن تو فوراور و ماهاویشنو ارکسترا گرد هم آمدند. این گروه شامل نوازندهٔ گیتار اصلی دکتر نو (گری میلر)، نوازندهٔ بیس داریل جنیفر، و برادران، پل هادسون (بعدها به عنوان اچ آر شناخته شد) در گیتار ریتم و ارل هادسون در درام بودند.
در سال ۱۹۷۷، سید مک کری، خوانندهٔ وقت گروه، پانک راک را به آنها معرفی کرد. مایند پاور تصمیم گرفت صدای خود را به هاردکور پانک تغییر دهد و نام خود را پس از آهنگ «بد برینز» گروه رامونز، به بد برینز تغییر داد. با وجود صدای پانک رو به رشد آنها، پس از دیدن باب مارلی در کنسرت، گروه به موسیقی رگی و جنبش راستافاری نیز علاقه‌مند شد. مک کری برای مدت کوتاهی خوانندهٔ تجسم هاردکور پانک جدید گروه بود، اما او به زودی گروه را ترک کرد و اچ آر از گیتار به خوانندهٔ اصلی تغییر کرد.
این گروه به دلیل اجراهای پرانرژی و آهنگ‌های رگی گاه به گاه در واشینگتن دی سی طرفداران زیادی پیدا کرد. در سال ۱۹۷۹، آنها از بسیاری از باشگاه‌های منطقهٔ واشینگتن به دلیل هواداران مخربشان در لیست سیاه قرار گرفتند؛ بعداً در آهنگ آنها «در دی سی ممنوع شده است» به این موضوع پرداخته شد. در حدود سال ۱۹۸۰، گروه به شهر نیویورک نقل مکان کرد، جایی که آنها به عنوان یک کاتالیزور برای صحنهٔ در حال رشد هاردکور آن شهر عمل کردند.

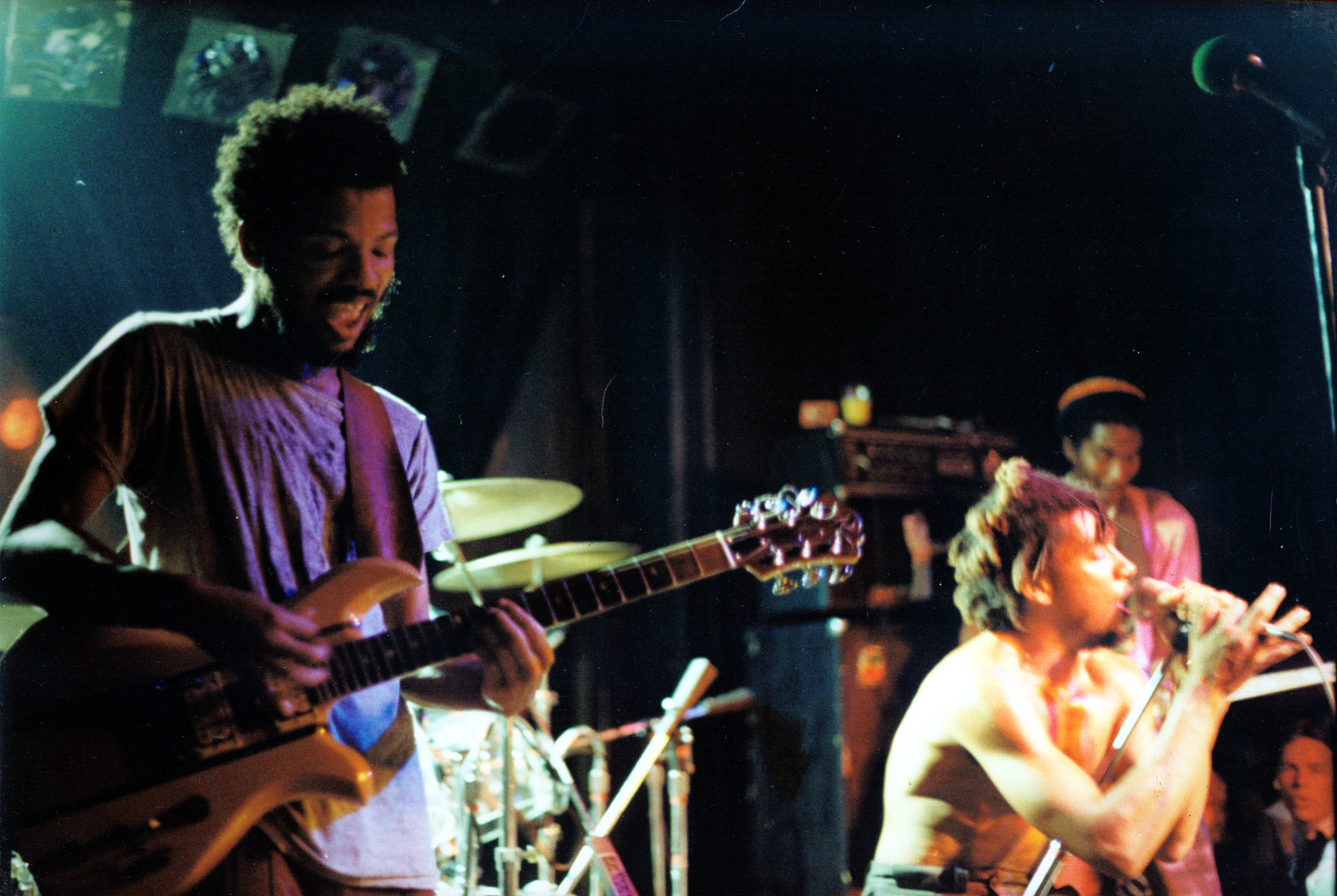
بد برینز در باشگاه ۹:۳۰، واشینگتن، دی سی، ۱۹۸۳

در سال ۱۹۸۲، آنها به‌طور منظم در محل برگزاری کلوپ موسیقی CBGB نیویورک بودند. اولین آلبوم آنها بد برینز بر روی ناشر موسیقی مستقل ROIR، در ابتدا فقط به صورت نوار کاست، در سال ۱۹۸۲، و سپس در سال ۱۹۸۳ توسط آلبوم راک برای نور، تولید شده توسط ریک اوکاسک از گروه د کارز منتشر شد. در سال ۱۹۸۵، آهنگ «پرداخت به تقدیر» بد برینز در فیلم پس از ساعات اداری اثر مارتین اسکورسیزی به نمایش درآمد.

### گسترش سبک و تغییرات ترکیب (۱۹۹۴–۱۹۸۶)
در سال ۱۹۸۶، بد برینز با اس اس تی رکوردز قرارداد امضا کرد و من در مقابل من را منتشر کرد. علاوه بر صداهای هاردکور پانک و رگی گروه، این آلبوم عناصری از هوی متال و فانک را اضافه کرد. اچ آر آواز آهنگ «عشق مقدس» را از طریق تلفن از بازداشتگاه ریفورمتوری لرتن ویرجینیا در حالی که مدت زمان محکومیت خود را به دلیل حمل ماریجوانا سپری می‌کرد، ارائه کرد. اچ آر به خاطر سبک آوازی گسترش یافته خود در من در مقابل من توجه انتقادی بیشتری به دست آورد. به گفته ریک اندرسون از آل موزیک، «[اچ آر] در کیسه صداهای خود فرومی‌رود و همه آنها را یکی یکی بیرون می‌آورد: فالستوی ترسناک بینی که امضای او در روزهای سخت گروه بود، یک باریتون تقریباً بل کانتو و یک پچ پچ تند رپ افراطی که اشعار را با دقت مکانیکی یک مسلسل پخش می‌کند.»

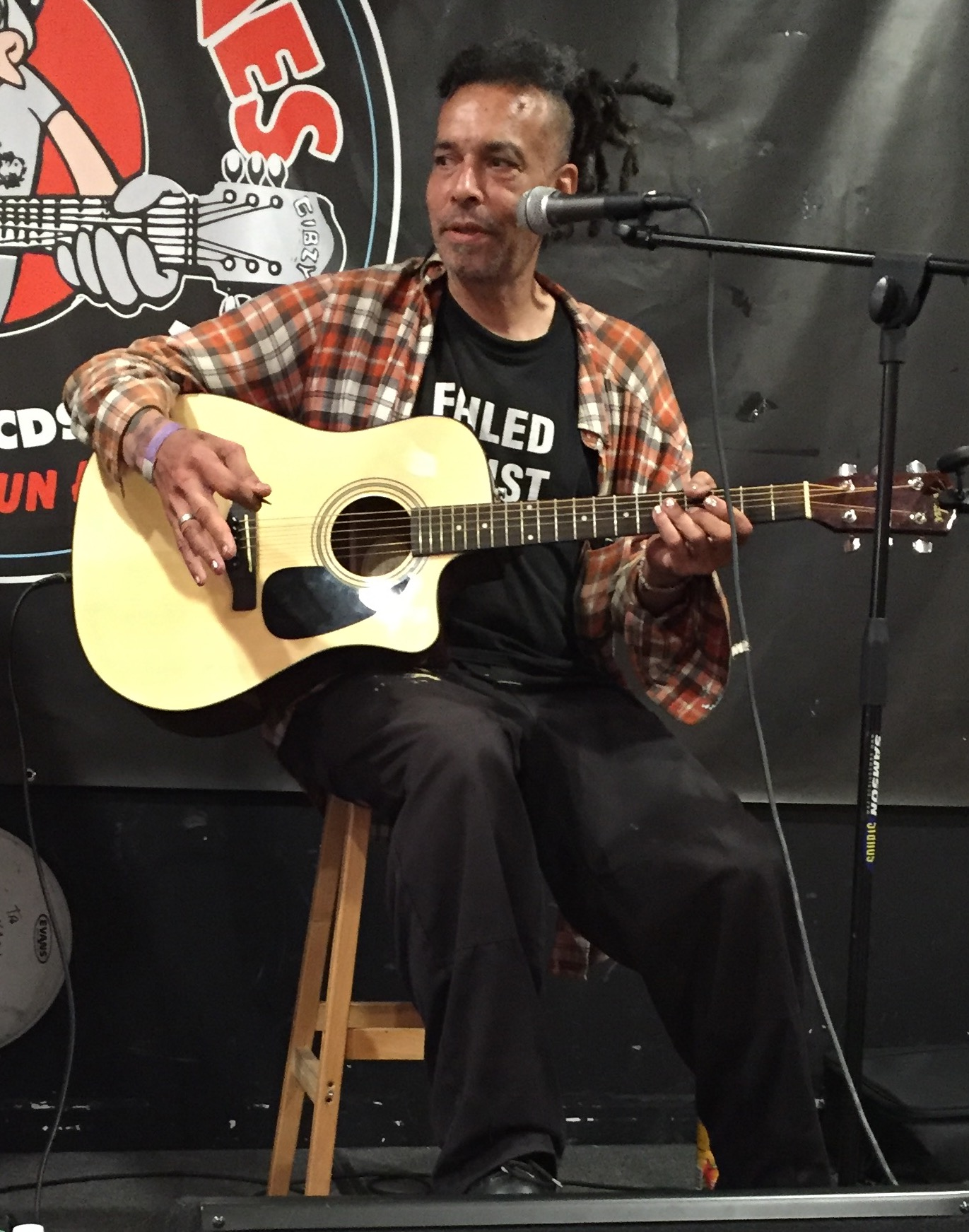
چاک ماسلی از سال ۱۹۹۰ تا ۱۹۹۱ در گروه بد برینز حضور داشت.

اچ آر و ارل هادسون در سال ۱۹۸۷ گروه را ترک کردند تا روی موسیقی رگی تمرکز کنند. تور من در مقابل من با خواننده تاج سینگلتون و مکی جیسون درامر سابق گروه کرو-مگز تکمیل شد. در سال ۱۹۸۸، بد برینز با کارولاین رکوردز قرارداد امضا کرد و شروع به ضبط آلبوم سرعتی کرد. [۲] این آلبوم با سینگلتون و جیسون ضبط شد، اما برادران هادسون در سال ۱۹۸۹ به گروه بازگشتند و اچ آر جایگزین آثار سینگلتون با اشعار و آوازهای جدید شد.
در این دوره، برادران هادسون که می‌خواستند گروه را به سمت رگی هدایت کنند، اغلب با دکتر نو و جنیفر که به‌طور فزاینده‌ای به هارد راک و هوی متال علاقه‌مند بودند، درگیر می‌شدند. اچ آر اغلب در کنسرت‌ها و جلسات ضبط برنامه‌ریزی‌شده حاضر نمی‌شد. پس از پایان تور حمایت از سرعتی در سال ۱۹۸۹، برادران هادسون دوباره گروه را ترک کردند. مکی جیسون دوباره در درام به آنها پیوست. چاک ماسلی، عضو سابق گروه فیث نو مور در سال‌های ۱۹۹۱–۱۹۹۰، خوانندگی اصلی را بر عهده گرفت، و سپس اسرائیل جوزف اول (دکستر پینتو) جایگزین او شد. در سال ۱۹۹۰، گروه با هنری رالینز بر روی جلدی از ترانهٔ «جام‌ها را بیرون بیاورید» گروه ام سی ۵ که در موسیقی متن فیلم ولوم را بالا ببرید ظاهر می‌شود، همکاری کرد.
از آنجایی که گروه‌های تحت تأثیر بد برینز (مانند لیوینگ کالر و فیش بون) از موفقیت تجاری برخوردار بودند، اپیک رکوردز در سال ۱۹۹۲ به دکتر نو نزدیک شد و اولین قرارداد اصلی خود را به گروه پیشنهاد داد. آلبوم ظهور توسط اپیک در سال ۱۹۹۳ منتشر شد. جیسون در اواسط تور بعدی گروه را ترک کرد و به‌طور موقت چاک تریس جایگزین او شد.

### ترکیب اصلی و تغییر نام (۲۰۰۴–۱۹۹۴)
برادران هادسون دوباره در سال ۱۹۹۴ به گروه بازگشتند، و با ماوریک رکوردز برای آلبوم خدای عشق ۱۹۹۵ قرارداد امضا کردند. در حمایت از این آلبوم، بد برینز با تور بیستی بویز در تور سومین ارتباط بد افتتاح شد و یک تور ایالات متحده را با گروه دفتونز ناشناخته در آن زمان تیتر کرد. با این حال، به دلیل رفتار نامنظم اچ آر در حین اجرا و چندین حادثهٔ خشونت‌آمیز علیه مدیر گروه، طرفداران و کارمندان محل برگزاری، این اتحاد خیلی طول نکشید. اچ آر به زندان افتاد و گروه یک بار دیگر از هم پاشید.
در سال ۱۹۹۷، بد برینز دوباره گرد هم آمد تا برخی از ضبط‌های اولیه را بازسازی کند، که با عنوان آلبوم چندآهنگه جلسات امگا منتشر شدند. از سال ۱۹۹۸ تا ۲۰۰۱، گروه اصلی با نام سول برینز (به انگلیسی: Soul Brains) تور برگزار کرد و دو آلبوم زنده منتشر کرد.

### آلبوم‌های یک ملت بساز و به سوی آینده (۲۰۱۵–۲۰۰۵)
گروه در سال ۲۰۰۵، که بار دیگر به عنوان بد برینز شناخته می‌شد، اعلام کرد که در ده سال اخیر اولین آلبوم خود را با مطالب جدید ضبط می‌کند و آدام یاچ از بیستی بویز آن را تولید می‌کند. آنها اولین نمایش خود را پس از چند سال در کلوپ CBGB در سال ۲۰۰۶ اجرا کردند. یک ملت بساز در سال ۲۰۰۷ منتشر شد. گروه در سال‌های ۲۰۰۸–۲۰۰۷ تورهای گسترده‌ای را برگزار کرد، و در برخی از تاریخ‌ها، خوانندهٔ سابق، اسرائیل جوزف اول، جای اچ آر را پر کرد. داریل جنیفر آلبوم انفرادی در جستجوی یهودای سیاه را در سال ۲۰۱۰ منتشر کرد. تور کوتاه بد برینز استرالیا که برای سال ۲۰۱۰ برنامه‌ریزی شده بود به دلایل بهداشتی لغو شد.
بد برینز از ضبط آلبوم جدید دیگری در سال ۲۰۱۱ خبر داد. به سوی آینده در اواخر سال ۲۰۱۲ منتشر شد، و شامل ادای احترام به آدام یاچ اخیراً درگذشته بود. در تور بعدی، گروه نوازندهٔ کیبورد جیمی سافت، را در حال تور اضافه کرد. در سال ۲۰۱۴، گروه به آلبوم جدید دیگری اشاره کرد، اگرچه چنین آلبومی هنوز منتشر نشده است. همچنین در سال ۲۰۱۴، نویسنده گرگ پراتو کتاب پانک! هاردکور! رگی! پی ام پی! بد برینز! که تاریخچه گروه را بازگو می‌کرد را منتشر کرد. در سال ۲۰۱۵ گروه آلبوم چندآهنگه زندهٔ جلسات ووداستاک را ضبط کرد. اچ آر به دلایل نامشخصی در آن شرکت نکرد و جسی رویال خوانندهٔ جامائیکایی جایگزین او شد. وضعیت اچ آر در گروه در طول آن سال نامشخص بود.

### تحولات اخیر (۲۰۱۵–اکنون)
در نوامبر ۲۰۱۵، دکتر نو دچار حمله قلبی شد و به دلیل خطر نارسایی اندام تحت مراقبت‌های حیاتی قرار گرفت. پس از سه ماه بستری شدن در بیمارستان، تا حدی به لطف یک کمپین به نام GoFundMe که توسط هم گروهش سازماندهی شده بود، بهبودی کامل پیدا کرد. در مارس ۲۰۱۶، اچ آر اعلام کرد که مبتلا به نوع نادری از سردرد به نام سندرم SUNCT تشخیص داده شده است و به لطف یک کمپین دیگر GoFundMe، برای این بیماری و سایر مشکلات سلامتی مداوم درمان شده است.
در اکتبر ۲۰۱۶، بد برینز برای تالار مشاهیر راک اند رول نامزد شد، اما معرفی نشدند. در مصاحبه‌ای در دسامبر ۲۰۱۶ با مجلهٔ رولینگ استون، دکتر نو و داریل جنیفر در مورد مسائل سلامتی اعضای گروه و آینده گروه بحث کردند. آنها اعلام کردند که امیدوارند آلبوم جدیدی به نام قدرت ذهن را پس از نام اصلی کوتاه مدت گروه ضبط کنند. در ژوئن ۲۰۱۷ گروه نمایشی را اجرا کرد که در آن رندی بلایث و خوانندهٔ اصلی بد برینز سید مک‌کری که برای اولین بار پس از ۳۹ سال با گروه آواز خواند، به عنوان مهمان حضور داشتند.
چاک ماسلی خواننده، که در اوایل دههٔ ۱۹۹۰ با بد برینز اجرا می‌کرد، در نوامبر ۲۰۱۷ درگذشت. سید مک‌کری در سپتامبر ۲۰۲۰ درگذشت.

## اعضای گروه
| اعضای فعلی - دکتر نو – گیتار لید (۱۹۹۵–۱۹۷۶، ۱۹۹۸–اکنون) - داریل جنیفر – بیس (۱۹۹۵–۱۹۷۶، ۱۹۹۸–اکنون) - اچ آر – خواننده، گیتار ریتم گاه به گاه (۱۹۸۷–۱۹۷۶، ۱۹۹۰–۱۹۸۹، ۱۹۹۵–۱۹۹۴، ۱۹۹۸–اکنون) - ارل هادسون – درام (۱۹۸۷–۱۹۷۶، ۱۹۹۰–۱۹۸۹، ۱۹۹۵–۱۹۹۴، ۱۹۹۸–اکنون) | اعضای پیشین - سید مک‌کری – خواننده (۱۹۷۸–۱۹۷۷؛ درگذشت ۲۰۲۰) - مکی جیسون – درام (۱۹۸۹–۱۹۸۸، ۱۹۹۳–۱۹۹۰) - تاج سینگلتون – خواننده (۱۹۸۹–۱۹۸۸) - چاک ماسلی – خواننده (۱۹۹۱–۱۹۹۰؛ درگذشت ۲۰۱۷) - اسرائیل جوزف اول – خواننده (۱۹۹۴–۱۹۹۱، ۲۰۰۸) - چاک تریس – درام (۱۹۹۴) - جسی رویال – خواننده (۲۰۱۵) |

## ترانه‌شناسی
- بد برینز (۱۹۸۲) Bad Brains
- راک برای نور Rock for Light (۱۹۸۳)
- من در مقابل من (۱۹۸۶) I Against I
- سرعتی (۱۹۸۹) Quickness
- ظهور (۱۹۹۳) Rise
- خدای عشق (۱۹۹۵) God of Love
- من و من زنده ماندم (۲۰۰۲) I & I Survived
- یک ملت بساز Build a Nation (۲۰۰۷)
- به سوی آینده (۲۰۱۲) Into the Future